# Słowo
Słowo – elementarna część mowy. Jego pisanym odpowiednikiem jest wyraz. Za pomocą słów określa się wszelkie pojęcia, np. obiekt lub klasę obiektów rzeczywistych i pojęcia abstrakcyjne. Znaczenia słów człowiek poznaje stopniowo, rozpoczynając od niemowlęctwa. Wymiana słów wiąże się z przekazywaniem emocji. 
Słowo, jako zespół dźwięków będący symbolicznym oznaczeniem pojęcia, to znak języka. Wiele słów składa się na mowę. Ta sama sekwencja dźwięków może mieć różne znaczenie w różnych językach i odwrotnie, to samo pojęcie określa się w różnych językach różnymi sekwencjami dźwięków. W jednym języku ta sama sekwencja dźwięków może określać różne pojęcia (homofony), czasami dopiero z kontekstu można zrozumieć, czy mówiący powiedział jedno, czy dwa lub więcej słów.